# Pripor (Góry Lubowelskie)
Pripor (772 m) – całkowicie bezleśne wzgórze na grzbiecie Ośli Wierch (859 m) – Wysoki Gruń (660 m) w słowackich Górach Lubowelskich, które w polskiej regionalizacji z 2018 r. zaliczane są do Pogórza Popradzkiego. Na niektórych mapach ma nazwę Kóta 772. Wznosi się pomiędzy miejscowościami Kremná i Sulin. Całe wzgórze, jak również grzbiet pomiędzy tymi miejscowościami to wielkie łąki nadal koszone przez tutejszą spółdzielnię rolniczą. Na szczycie wzgórza znajduje się tabliczka informacyjna szlaków turystycznych, a poniżej na drugim wzgórzu jest wieża przekaźnikowa.
Pripor to jeden z lepszych punktów widokowych Gór Lubowelskich. Panorama widokowa obejmuje niektóre szczyty Małych Pienin, Radziejową i Eliaszówkę, wschodnią część Magury Spiskiej, głęboką dolinę Popradu i uchodzącego do niego potoku Hranična, pobliskie wzniesienia Gór Lubowelskich, Pasmo Jaworzyny i Góry Leluchowskie.

## Szlaki turystyczne
– zielony: Ośli Wierch – Pripor – Mniszek nad Popradem – 3:30 h, ↓ 3:10 h